# گرگ کمپل (بازیکن فوتبال)
گرگ کمپل (انگلیسی: Greg Campbell؛ زادهٔ ۱۳ ژوئیهٔ ۱۹۶۵) بازیکن فوتبال اهل بریتانیا است.
از باشگاه‌هایی که در آن بازی کرده‌است می‌توان به باشگاه فوتبال وستهام یونایتد، باشگاه فوتبال اسپارتا روتردام، باشگاه فوتبال پلیموث آرگیل، باشگاه فوتبال برایتون اند هوو آلبیون، و باشگاه فوتبال نورث‌همپتون تاون اشاره کرد.